# Gérard Collomb
Gérard Collomb (ur. 20 czerwca 1947 w Chalon-sur-Saône, zm. 25 listopada 2023 w Saint-Genis-Laval) – francuski polityk i samorządowiec, działacz Partii Socjalistycznej i En Marche!, parlamentarzysta, w latach 2001–2017 oraz 2018–2020 mer Lyonu, od maja 2017 do października 2018 minister spraw wewnętrznych w dwóch rządach Édouarda Philippe’a.

## Życiorys
Absolwent Lycée du Parc, w 1970 ukończył na lyońskim uniwersytecie studia humanistyczne. Pracował następnie jako nauczyciel. W 1969 dołączył do Partii Socjalistycznej. W 1974 został sekretarzem partii w jednej z dzielnic, a w 1977 wybrano go po raz pierwszy w skład rady miejskiej Lyonu. W latach 1981–1988 sprawował mandat posła do Zgromadzenia Narodowego VII i VIII kadencji. W 1986 dołączył do sekretariatu krajowego socjalistów. W latach 1989–1994 był członkiem Rady Gospodarczej i Społecznej, a w latach 1992–1999 radnym regionu Rodan-Alpy. W 1999 objął wakujący mandat senatora, do Senatu był następnie wybierany w 2004 i 2014.
W 1995 został merem dziewiątej dzielnicy, a po zwycięstwie w 2001 zastąpił Raymonda Barre na stanowisku mera Lyonu. Z powodzeniem ubiegał się o reelekcję w 2008 i 2014. W 2016 otwarcie poparł konkurencyjny wobec PS ruch En Marche! Emmanuela Macrona. W maju 2017, po jego zwycięstwie w wyborach prezydenckich, objął urząd ministra stanu oraz ministra spraw wewnętrznych w nowo powołanym gabinecie Édouarda Philippe’a. Pozostał na tej funkcji również w utworzonym w czerwcu 2017 drugim rządzie tegoż premiera. W następnym miesiącu na stanowisku mera zastąpił go Georges Képénékian.
1 października 2018 złożył rezygnację z zajmowanych funkcji rządowych, nie została jednak przyjęta przez prezydenta Emmanuela Macrona. Gérard Collomb ponowił ją następnego dnia, zyskując akceptację dla tej decyzji. Jako formalny powód odejścia z rządu podał chęć ponownego ubiegania się o stanowisko mera Lyonu oraz brak możliwości łączenia stanowiska ministerialnego z urzędem w samorządzie. Formalnie odwołany został 3 października 2018. 5 listopada 2018 decyzją radnych Lyonu powrócił na urząd mera tego miasta. Zakończył urzędowanie po wyborach lokalnych w 2020.
Był masonem od 1989, członkiem loży Wielki Wschód Francji. Oficer Legii Honorowej.
Zmarł w szpitalu Hôpital Lyon Sud na skutek raka żołądka.